# Етельберт (король Вессексу)
Етельберт (давн-англ. Æthelbert; близько 835 — осінь 865, Шерборн, Англія) — король Кенту в 858–865 та Вессексу в 860–865 роках. Син Етельвульфа й Осбурги, брат Етельбальда.
У 858 році Етельберт спадкував своєму батькові Етельвульфу у східній частині королівства, а після смерті брата Етельбальда у 860 році знову об'єднав країну. У часи його правління дани під керівництвом Рагнара Лодброка розграбували Кент та Нортумбрію і навіть дійшли до Вінчестера.
Етельберт помер восени 865 року, так і не ставши до шлюбу. Його спадкоємцем став молодший брат Етельред I.